# Климченко Неоніла Миколаївна
Неоніла Миколаївна Климченко (нар. 1915, село Чорнянка, тепер Каховського району Херсонської області — ?) — українська радянська діячка, інженер, голова Сталінського райвиконкому міста Миколаєва. Депутат Верховної Ради УРСР 3—4-го скликань. Член ЦК КПУ в 1954—1956 р.

## Біографія
Народилася в селянській родині. Трудову діяльність розпочала в 1931 році на будівництві у місті Миколаєві. Потім працювала на Миколаївському механічному заводі. Одночасно навчалася на вечірньому відділі робітничого факультету (робітфаку).
У 1941 році закінчила інститут у Миколаєві, здобула спеціальність інженера. Під час навчання обиралася секретарем курсового комітету ЛКСМУ.
З початком німецько-радянської війни у 1941 році евакуйована в східні райони СРСР. Працювала інженером військових заводів на Уралі та на Далекому Сході РРФСР. У 1948 році повернулася до міста Миколаєва.
З 1948 року — інженер Миколаївського механічного заводу Миколаївської області. Раціоналізатор, новатор виробництва.
Член КПРС з 1952 року.
У 1953? — після 1955 року — голова виконавчого комітету Сталінської районної ради депутатів трудящих міста Миколаєва.